# Joop van Tellingen
Joop van Tellingen (Zuilen, 30 september 1944 – Lopik, 13 september 2012) was een Nederlands paparazzo en glamourfotograaf.

## Biografie
Van Tellingen begon, toen hij 16 jaar was, als fotograaf bij De Telegraaf. Hij werkte daar al snel voor Henk van der Meyden. Daarna werkte hij voor alle Nederlandse roddelbladen. Van Tellingen had samen met de hoofdredacteur een rubriek in tijdschrift Party: "Geen blad voor de mond". Zijn zoon Dennis was ook een paparazzo en fotograaf.
Van Tellingen was te beluisteren in het programma "De start van de nach" op de Haagse lokale nieuwszender Den Haag FM. Hij werd diverse keren aangeklaagd wegens mishandeling van collega-fotografen. In 2007 bracht hij daarvoor een nacht door op het politiebureau. Door zijn agressieve gedrag werd de paparazzo diverse malen op non-actief gesteld door zijn werkgever. 
Hij speelde mee in de tv-serie Voetbalvrouwen als paparazzo.
In 2009 werd bekend dat hij blaaskanker had. Hij herstelde daarvan, maar in maart 2012 werden er toch weer uitzaaiingen gevonden van de kankersoort. Van Tellingen overleed op 13 september 2012 op 67-jarige leeftijd.